# Битка при Харманли
Битката при Харманли е действие на авангарда Южния отряд срещу разпокъсани османски подразделения и бежанци през Руско-турската война (1877-1878).

## Оперативна обстановка
След поражението на остатъчната групировка на Сюлейман паша от Западния отряд (Гурко) в битката при Пловдив и последвалата я битка при Дермендере, Караагач и Белащица, разпокъсаните му части се оттеглят през Родопите и по долината на р. Марица. Заедно с тях се движат в обстановка на хаос, значителни групи турски бежанци.
Южния руски отряд след битката при Шейново, срещайки слаба съпротива се движи най-бързо в направлението към Одрин.

## Битката

### Действия на 17 – 18 януари
На 4 /16 срещу 5/17 януари, командира на предните сили на авангарда на отряда, генерал-майор Александър Струков изпраща разузнавателен ескадрон (майор Чулков) към град Харманли. Източно от града е установен грамаден обоз от турски бежанци с до 3000 въоръжени мъже и разпокъсани подразделения на османската армия, които идват от Пловдив. В челото на обоза са редовни армейски подразделения. На 5/17 януари ескадрона минава по платното на жп линията за Одрин и влиза в Харманли.
След 2 часа на гара Харманли пристига влак от Одрин с османска делегация (Север паша и Намик паша) пътуваща за преговори с Великия княз Николай Николаевич. След преминаването на влака железопътният мост на р. Марица е подпален от турците, а шосейният мост е барикадиран със свързани каруци, обърнати в посока обратна на движението. След атака в обход на полуескадрон от Кавалерградския полк и по фронта от ескадрона на майор Чулков, шосейния мост е освободен. Силите на генерал-майор Струков (три казашки полка) преминават по шосейния мост и продължават движението в направление на град Мустафа паша (дн. Свиленград), а в донесението си до генерал-лейтенант Михаил Скобелев изразява недоумението си от действията на турците.

### Действия на 19 януари
На 6/19 януари главните сила на авангарда на Южния отряд, устройват укрепена позиция след Харманли. 63-ти Углицки Пехотен полк усилен с две оръдия (полковник Всевелод Панютин) и XI Стрелкови батальон (полковник Карпов) получават заповед да разузнаят района на с. Девралии и изтласкат струпването на голяма група въоръжени бежанци и войници от редовната армия. Рано сутринта разузнавателния ескадрон (майор Искендербеков), установява колона бежанци и разпокъсани османски подразделения на шосето Хасково-Харманли. Колоната е разтегната на 10 версти, блокира шосето преди Харманли и е в тила на предните сили (авангард и главни). За разузнаване и вероятно противодействие е насочен 63-ти Углицки Пехотен полк и XI- и Стрелкови батальон. Движат се без път успоредно на шосето в походни колони. При 12-а верста пред Харманли, полка е обстрелян от построени в боен ред въоръжени бежанци и войници, които използват колите на обоза като жив щит. 63-ти Углицки Пехотен полк се развръща в боен ред и подкрепян от 2 оръдия атакува тази част от обоза, която извършва обстрела. XI Стрелкови батальон преминава в обходно движение. Османските сили бързо са разпръснати и панически бягат в гористата местност разположена на запад от шосето. Запалват с. Девралии и влизат в конфликт с местните хора. Руските сили се връщат на изходните позиции. В атакуваната част от обоза цари пълен хаос. Времето е мразовито. В каруците са останали само възрастни хора и малки деца. Намерените трупове са на бежанци и редовни войници. Точни сведения за броя на жертвите няма.
След приключване на действието на мястото пристига генерал-лейтенант Скобелев. С него се движи малка група чуждестранни военни кореспонденти. Кореспондента Дик де Лонли описва видяните последици от сблъсъка. По разпореждане на генерал-лейтенант Скобелев, полковник Панютин формира сборен отряд (подпоручик Громико и подпоручик Китайски) за прибиране на изоставените каруци, имущество и деца в Харманли. Разпореждането е изпълнено. Децата се предадени за нахранване и подслоняване на старейшината (кмет) на Харманли, който подписва нарочен документ. Генерал-лейтенат Скобелев с телеграма до командира на XXX Пехотна дивизия съобщава за предприетите мерки. На следващия ден бежанците на групи пристигат в града. Тук получават обратно децата и имуществото и разрешение за свободно движение към Одрин.